# Liste der Monuments historiques in Dom-le-Mesnil
Die Liste der Monuments historiques in Dom-le-Mesnil führt die Monuments historiques in der französischen Gemeinde Dom-le-Mesnil auf.

## Liste der Objekte
| Bezeichnung               | Beschreibung                                                                                      | Standort                       | Kennzeichnung | Schutzstatus | Datum | Bild |
| ------------------------- | ------------------------------------------------------------------------------------------------- | ------------------------------ | ------------- | ------------ | ----- | ---- |
| Skulptur Madonna mit Kind | Stein, farbig gefasst, 15. oder 16. Jahrhundert; aus der Kirche St-Martin in Sapogne-et-Feuchères | in der Kirche St-Martin (Lage) | PM08000165    | Classé       | 1963  |      |